# 兵庫県道252号佐々木小谷線
兵庫県道252号佐々木小谷線（ひょうごけんどう252ごう ささきおだにせん）は、兵庫県豊岡市を通る一般県道である。

## 概要
豊岡市但東町佐々木から豊岡市但東町小谷に至る。

### 路線データ
- 起点：豊岡市但東町佐々木（兵庫県道558号天谷佐田線交点）
- 終点：豊岡市但東町小谷（小谷交差点、国道426号交点）
- 総延長：5.098 km

## 地理

### 通過する自治体
- 豊岡市

### 交差する道路
| 交差する道路            | 交差する場所 | 交差する場所      |
| ----------------------- | ------------ | ----------------- |
| 兵庫県道558号天谷佐田線 | 但東町佐々木 | 起点              |
| 国道426号               | 但東町小谷   | 小谷交差点 / 終点 |

### 沿線
- 但東町佐々木の佐々伎神社のナンジャモンジャ（カゴノキ）
- 但東町相田の安国禅寺のドウダンツツジ
- 但東町相田のナツツバキ